# Distretto di Conthey
Il distretto di Conthey (in tedesco Gundis) è un distretto del Canton Vallese, in Svizzera. Confina con i distretti di Sion a nord-est, di Hérens a est, di Entremont a sud, di Martigny a ovest e con il Canton Vaud (distretto di Aigle) a nord-ovest. Il capoluogo è Conthey.

## Comuni
Amministrativamente è diviso in 5 comuni:
- Ardon
- Chamoson
- Conthey
- Nendaz
- Vétroz